# Stictigramma
Stictigramma là một chi bướm đêm thuộc họ Erebidae.